# Neptun
Neptun este a opta planeta de la Soare din Sistemul Solar. Numită după zeul roman al mării, Neptun, este a patra planetă după diametru și a treia după masă. Neptun are o masă de 17 ori mai mare decât cea a Pământului și puțin mai mare decât masa lui Uranus, care este de 15 ori mai greu decât Pământul, dar nu la fel de dens. Neptun orbitează în jurul Soarelui la o distanță de 30,1 unități astronomice, ceea ce înseamnă că orbita sa este de aproximativ 30 de ori mai mare decât orbita Pământului. Simbolul astronomic al lui Neptun este ♆, o variantă modificată a tridentului zeului Neptun.
Neptun a fost prima planetă găsită prin calcule matematice. Planeta Neptun a fost descoperită din cauza perturbărilor gravitaționale din orbita lui Uranus care l-au condus pe Alexis Bouvard să presupună existența unei a opta planete. Neptun a fost ulterior observat pe 23 septembrie 1846 de Johann Galle, la o distanță de mai puțin de un grad de poziția prezisă de calculele lui Urbain Le Verrier. La scurt timp după aceasta a fost descoperit și satelitul său Triton. Alți 12 sateliți au fost descoperiți în secolul al XX-lea. La 25 august 1989, sonda spațială Voyager 2 a trecut prin vecinătatea planetei.
Neptun are o compoziție asemănătoare cu cea a lui Uranus, compozițiile ambelor planete fiind diferite de ale giganților gazoși mai mari, Jupiter și Saturn. Atmosfera lui Neptun este asemănătoare cu cea a lui Jupiter și Saturn prin faptul că este compusă în principal din hidrogen, heliu, urme de hidrocarburi și posibil azot, dar are proporții mai mari de apă, amoniac și metan. Astronomii îi clasifică uneori pe Neptun și Uranus ca „giganți de gheață” cu scopul de a sublinia aceste distincții. Interiorul lui Neptun, ca și în cazul lui Uranus, este compus în principal din roci și gheață. Urmele de metan din straturile superioare ale atmosferei, în mare parte, îi dau un  aspect albăstriu planetei.
Spre deosebire de atmosfera uniformă a lui Uranus, Neptun are o atmosferă cu detalii vizibile ce denotă o activitate meteorologică. De exemplu, în anul 1989, când Voyager 2 a ajuns în dreptul lui Neptun, s-a observat o pată mare întunecată, similară cu Marea Pată Roșie de pe Jupiter. Aceste fenomene meteorologice sunt produse de cele mai puternice vânturi din sistemul solar, ale căror viteze ating, conform măsurătorilor, 2100 km/h. De asemenea, deoarece Neptun este departe de Soare, are una dintre cele mai reci atmosfere din sistemul solar, temperaturile păturilor superioare ale norilor ajungând la -218 °C (55 K). Temperatura centrului său este de aproximativ 5000 °C. Neptun are un sistem de două inele care însă se observă greu și este fragmentat; existența inelelor a fost sugerată de analizele făcute asupra unor fotografii din 1968 ale planetei, dar confirmarea sigură a fost făcută abia în 1989 de către sonda Voyager 2.

## Istoric

### Descoperire
Desenele lui Galileo Galilei dovedesc că el este primul care a observat planeta la 28 decembrie 1612 și mai apoi la 27 ianuarie 1613. De fiecare dată, Galileo a confundat planeta cu o stea fixă, aceasta apărând foarte aproape de Jupiter (în conjuncție), pe cerul înstelat; motiv pentru care descoperirea nu i se atribuie lui. Întâmplarea face că la prima observare, cea din decembrie 1612, Neptun intrase tocmai în ziua aceea în mișcarea retrogradă (întoarcere aparentă a mersului planetei în raport cu stelele fixe, ce rezultă din combinarea mișcării planetei observate cu cea a Pământului). Din acest motiv, Neptun părea că nu se mișcă față de stele. Oricum, mișcarea planetei era prea mică pentru a fi observată cu telescopul lui Galileo. Cu toate acestea, în iulie 2009, fizicianul David Jamieson de la Universitatea din Melbourne a anunțat noi dovezi ce sugerează că Galileo își dăduse seama de faptul că „steaua” pe care o observase se mișca în raport cu stelele fixe.

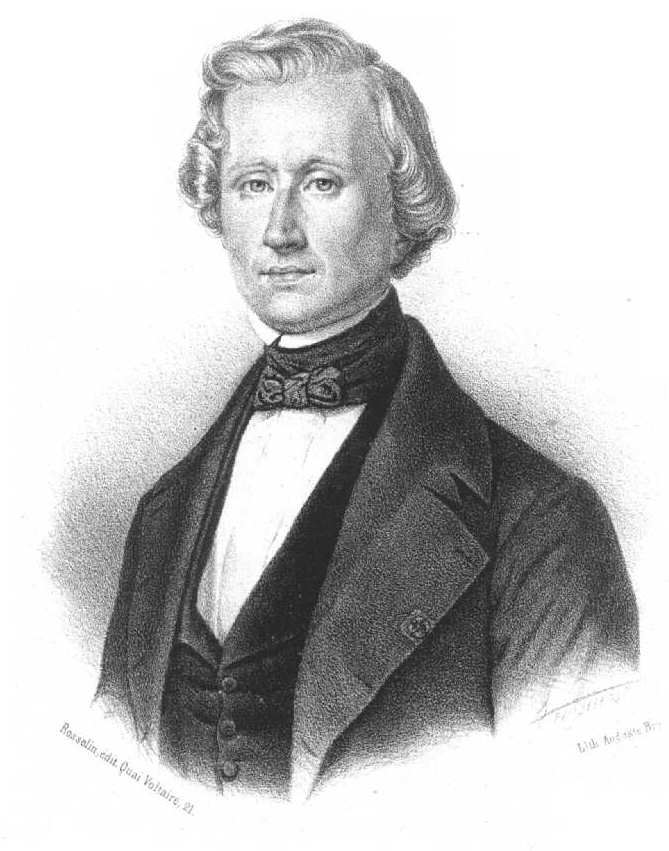
Urbain Le Verrier, descoperitorul planetei Neptun.

În 1821, Alexis Bouvard a publicat tabele referitoare la orbita lui Uranus, planeta învecinată. Observațiile ulterioare au pus în evidență devieri considerabile față de tabele, făcându-l pe Bouvard să presupună că un corp necunoscut perturba orbita prin interacțiune gravitațională. În 1843, John Couch Adams a început să lucreze asupra orbitei lui Uranus folosind datele pe care le avea. Prin intermediul lui James Challis, directorul Observatorului din Cambridge, el a solicitat date suplimentare de la Sir George Airy, astronomul regal, care le-a furnizat în februarie 1844. Adams a continuat să lucreze în 1845-1846 și a realizat mai multe estimări diferite asupra unei noi planete.
În anii 1845-46, matematicianul francez Urbain Le Verrier, independent de Adams, și-a făcut propriile calcule, dar nu a reușit să stârnească interesul compatrioților săi. Totuși, văzând că longitudinea estimată de Le Verrier este similară cu aceea calculată de Adams, Airy l-a convins pe directorul Observatorului din Cambridge, James Challis, să caute noua planetă. Challis a făcut observații în lunile august și septembrie 1846, dar căutările sale au rămas fără rezultat.
În acest timp Le Verrier i-a scris astronomului Johann Gottfried Galle de la Observatorul din Berlin, propunându-i să caute cu luneta observatorului său. Heinrich d'Arrest, un student de la observator, i-a sugerat lui Galle că planeta ar putea fi găsită prin comparație între cerul de la acel moment și un desen recent al cerului în regiunea unde trebuia să se afle planeta conform estimărilor lui Le Verrier, pentru a identifica deplasarea caracteristică a planetelor față de stelele fixe. Chiar în seara zilei în care Galle a primit scrisoarea lui Le Verrier, 23 septembrie 1846, Neptun a fost descoperit la mai puțin de 1° distanță de predicția lui Le Verrier și la 12° distanță față de cea a lui Adams. Mai târziu, Challis și-a dat și el seama că de fapt a observat planeta de două ori în august, însă nu reușise să o identifice (Neptun a fost observat la 8 și 12 august, dar din cauză că Challis nu avea o hartă a stelelor actualizată nu a fost recunoscut ca o planetă), pentru că nu căutase cu suficientă atenție.
După descoperirea planetei au existat neînțelegeri între francezi și britanici, nefiind clar cui trebuie să-i fie atribuită descoperirea. În cele din urmă, comunitatea internațională a ajuns la consensul că atât Le Verrier cât și Adams au contribuit la descoperirea lui Neptun. Cu toate acestea, în prezent lucrurile sunt reevaluate de istorici, după ce în 1998 au fost redescoperite niște documente științifice de la Observatorul Regal din Greenwich, documente furate de astronomul Olin J. Eggen, păstrate de acesta aproape trei decenii și descoperite imediat după decesul său. După citirea documentelor, unii istorici susțin că „Adams nu merită drept egal cu Le Verrier pentru descoperirea lui Neptun. Acest drept aparține numai persoanei care a reușit atât să estimeze locul planetei cât și să convingă astronomii pentru a o căuta.” Astronomul american Dennis Rawlins pune sub semnul întrebării revendicarea lui Adams de a fi descoperit primul noua planetă și, într-un articol publicat în revista Dio, apreciază că este un „furt”. Nicholas Kollerstrom de la University College din Londra a afirmat în 2003 că „Adams a făcut unele calcule, dar era destul de nesigur unde anume se află Neptun.”

### Denumire
La scurt timp după descoperirea sa, noua planetă nu avea o denumire, ci era denumită „planeta de dincolo de Uranus” sau „planeta lui Le Verrier”. Prima sugestie de denumire a fost cea a lui Galle, ce a propus să fie denumită Ianus. În Anglia, Challis a propus numele Oceanus.
Cerându-și dreptul de a denumi planeta descoperită de el, Le Verrier a sugerat rapid numele Neptun, afirmând incorect că numele a fost aprobat oficial de către Biroul Longitudinilor francez. În octombrie el s-a gândit să-i pună propriul său nume, Le Verrier, având pentru aceasta sprijinul lui François Arago, directorul observatorului. Această propunere a fost respinsă în afara Franței. Anuarele publicate în Franța au revenit atunci la numele Herschel pentru Uranus, după descoperitorul William Herschel, iar noua planetă a fost numită Leverrier.
La 29 decembrie 1846, astronomul Struve s-a exprimat în favoarea numelui Neptun în cuvântul adresat Academiei de Științe din Sankt Petersburg. Cu timpul, numele Neptun s-a încetățenit și a fost acceptat de comunitatea internațională. În mitologia romană, Neptun, identificat cu zeul grec Poseidon, era zeul mării. Astfel toate planetele, în afară de Pământ, poartă nume de zei din mitologia greacă și romană.
Cele mai multe limbi de astăzi, chiar și în țările care nu au legătură directă cu cultura greco-romană, utilizează câteva variante ale denumirii „Neptun” pentru planetă; în limba chineză, japoneză și coreeană, denumirea planetei a fost tradusă literal ca „steaua regele mării” (海王星), dat fiind că Neptun este zeul mărilor. În limba greacă modernă, planeta se numește Poseidon (Ποσειδώνας: Poseidonas), omologul grec al zeului Neptun.

### Statut
De la descoperirea sa și până în 1930, când a fost descoperită planeta Pluto, planeta Neptun era cunoscută ca fiind cea mai îndepărtată de Soare. Însă, după descoperirea lui Pluto, Neptun a fost cea mai îndepărtată planetă doar în perioada 1979-1999, atunci când orbita eliptică a planetei Pluto a adus-o mai aproape de Soare decât Neptun. Însă, cu toate acestea, o dată cu descoperirea centurii Kuiper în 1992, mulți astronomi au dezbătut problema dacă Pluto ar trebui sau nu considerat o planetă, sau dacă face parte din centură. În 2006 Uniunea Astronomică Internațională a definit cuvântul planetă pentru prima dată, reclasificând planeta Pluto ca „planetă pitică”, Neptun redevenind ultima planetă din Sistemul solar.

## Structura și compoziția

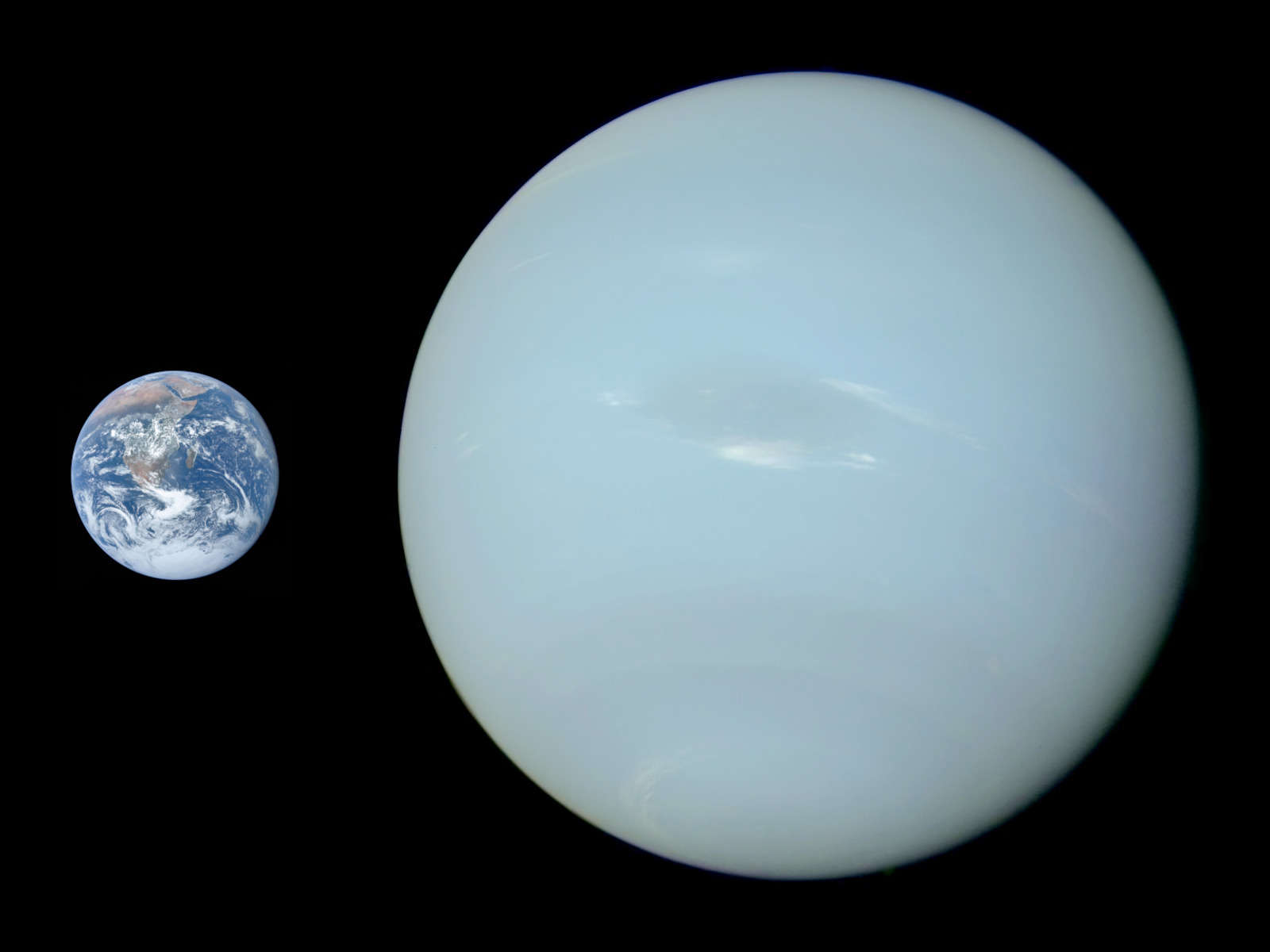
Comparație a mărimii planetei Pământ și a planetei Neptun.

Cu o masă de 1,0243 x 10×1026 kg, Neptun este un corp ceresc intermediar între Pământ și giganții gazoși mai mari: masa sa fiind de șaptesprezece ori mai mare decât a Pământului, însă doar a nouăsprezecea parte din masa lui Jupiter. Accelerația gravitațională de la suprafața planetei este depășită doar de cea a lui Jupiter. Raza ecuatorială a lui Neptun fiind de 24764 km, este de aproximativ patru ori mai mare decât cea a pământului. Planetelor Neptun și Uranus li se aplică deseori termenul de „giganți ghețoși” și sunt considerate o sub-clasă de giganți gazoși, datorită mărimii lor reduse și concentrării mai mari de elemente volatile comparativ cu Jupiter și Saturn. În cercetarea planetelor extrasolare, Neptun este folosit drept metonim, spre exemplu când corpuri cerești ce au o masă similară cu cea a planetei Neptun sunt descoperie, ele sunt numite „Neptuni”, la fel cum diverse alte corpuri extrasolare sunt numite „Jupiteri”.

### Structura internă

1.Atmosfera superioară a planetei
2.Atmosfera formată din heliu, oxigen, hidrogen și gaz metan.
3.Mantaua alcătuită din apă, amoniac și metan
4.Nucleul format din rocă și gheață.

Structura internă a lui Neptun este similară cu cea a lui Uranus. Atmosfera sa reprezintă aproximativ 5-10% din masă și se întinde pe o adâncime de 10-20% spre nucleu, unde atinge presiuni în jur de 10 GPa. În regiunile joase ale atmosferei, în concentrație mare se pot găsi metan, amoniac și apă.
Mantaua planetei ajunge la temperaturi între 2.000 K și 5.000 K. Mantaua lui Neptun este echivalentă cu 10-15 mase ale Pământului și este bogată în apă, amoniac și metan. Deși este un fluid dens cu temperaturi ridicate, în planetologie acest amestec este caracterizat drept „ghețos”. Acest fluid, care are o conductivitate electrică ridicată, este uneori numit și ocean de apă-amoniac. La o adâncime de 7000 km în manta, există posibilitatea ca metanul să se descompună în cristale de diamant care se precipită înspre nucleu. Mantaua poate consta dintr-un strat de apă ionică, în care moleculele de apă se descompun într-o supă de ioni de hidrogen și oxigen, iar mai adânc de apa superionică, în care oxigenul cristalizează, dar ionii de hidrogen plutesc liber în cadrul rețelei de oxigen.
Nucleul planetei este compus din fier, nichel și silicați fiind de 1,2 ori mai mare decât masa Pământului. Presiunea din centru este de 7 Mbar (700 GPa), aproximativ de două ori mai mare decât în centrul Pământului și temperatura ar putea fi de 5.400 K.

### Atmosferă
La altitudini ridicate, atmosfera lui Neptun conține 80% hidrogen și 19% heliu. În atmosferă există și urme de metan. Benzi de absorbție proeminente corespunzătoare metanului apar la lungimi de undă de peste 600 nm, în zona roșie și infraroșie a spectrului. La fel ca și în atmosfera lui Uranus, absorbția culorii roșii a luminii de către metanul atmosferic conferă o culoare în nuanțe albăstrui lui Neptun. Cu toate acestea, deși Neptun are culoare azurie, aceasta diferă de culoarea planetei Uranus, care se apropie de turcoaz. Deși Uranus și Neptun au un conținut similar de metan, este încă neclar dacă în compoziția atmosferei lui Neptun există și alte substanțe ce fac să difere culoarea celor două planete.

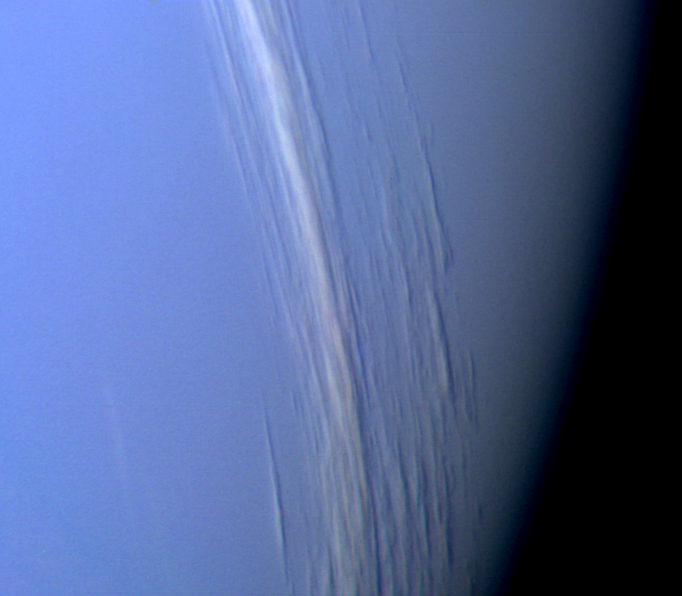
Urme de nori neptunieni.

Atmosfera lui Neptun este formată din două straturi principale, troposfera - zona unde temperatura descrește odată cu creșterea altitudinii și stratosfera - zona unde temperatura crește odată cu altitudinea. Limita dintre acestea, numită tropopauză, apare la o presiune de 0.1 bar (10 kPa). După stratosferă urmează termosfera ce are o presiune mai mică, de la 10−5 până la 10−4 microbari (de la 1 până la 10 Pa). Termosfera trece treptat în exosferă.
Anumite modele ale planetei sugerează că benzile colorate sunt nori cu compoziție diferită în funcție de altitudine. Norii de la altitudinile cele mai înalte apar doar la presiuni sub 1 bar, cu o temperatură prielnică condensării metanului. La presiuni ceva mai ridicate între 1 și 5 bari (între 100 și 500 kPa), este posibil ca norii să fie formați din amoniac și hidrogen sulfurat. La presiuni de peste 5 bari, se crede că ei sunt formați din amoniac, sulfură de amoniu, hidrogen sulfurat și apă. Norii din apă înghețată ar trebui să se găsească mai adânc, la presiuni de aproximativ 50 bari (5 MPa), unde  temperatura ajunge la 0 °C. Dedesubt, se pot găsi nori de amoniac și hidrogen sulfurat.
Sunt șiruri de nori care înconjoară planeta la o latitudine constantă. Aceste șiruri de nori au lățimi de la 50 la 150 km și plutesc la o distanță de 50–110 km deasupra plafonului de nori.
Spectrele lui Neptun sugerează că stratosfera de la o altitudine mai joasă este cețoasă, existând produși ai fotolizei ultraviolete a metanului, precum etanul și acetilena. În stratosferă există cantități mici de monoxid de carbon și acid cianhidric. Stratosfera lui Neptun este mai caldă decât a lui Uranus, din cauza concentrației ridicate de hidrocarburi.
Din motive necunoscute, termosfera planetei atinge o temperatură anormal de mare, de 750 K. Planeta este prea departe de Soare pentru ca această căldură să fie generată de radiațiile ultraviolete. Este posibil ca temperatura să fie ridicată din cauza interacțiunii atmosferice a ionilor din câmpul magnetic al planetei. O altă teorie presupune că undele gravitaționale care provin din interior se disipează în atmosferă, încălzind-o. Pe lângă acestea, termosfera conține urme de dioxid de carbon și apă provenite probabil din surse externe precum praful și meteoriții.

### Magnetosferă
Magnetosfera lui Neptun este similară cu cea a lui Uranus, având un câmp magnetic foarte înclinat în raport cu axa sa de rotație, la 47° și un dacalaj de cel puțin 0,55 raze sau 13500 km față de centrul fizic al planetei. Înainte de survolarea lui Neptun de către Voyager 2, se credea că magnetosfera înclinată a lui Uranus este rezultatul rotației sale înclinate. Comparând câmpurile magnetice ale celor două planete, cercetătorii consideră acum că orientarea lor extremă ar putea fi caracteristică unor fluxuri provenite din interiorul planetei. Acest câmp poate fi generat de mișcările fluide convective dintr-o pătură subțire de lichide cu conductivitate electrică (probabil o combinație de amoniac, metan și apă) rezultând astfel un efect de dinam.
Componenta dipolară a câmpului magnetic de la ecuatorul magnetic al lui Neptun este de aproximativ 14 microtesla (0,14 G). Momentul magnetic dipolar al lui Neptun este de aproximativ 2,2 × 1017 T·m3 (14 μT·RN3, unde RN este raza lui Neptun). Câmpul magnetic al lui Neptun are o structură complexă care include contribuții relativ mari ale unor componente non-dipolare, inclusiv un moment cvadripolar ce poate depăși în putere momentul dipolar. Spre deosebire de Neptun, planetele Pământ, Jupiter și Saturn, au doar momente cvadripolare relativ mici, iar câmpurile lor sunt mai puțin înclinate față de axa polară. Momentul cvadripolar mare al lui Neptun poate fi rezultatul decalajului față de centrul planetei și al constrângerilor geometrice ale generatorului de tip dinam al câmpului.
Unda de șoc a lui Neptun, unde magnetosfera începe să încetinească vântul solar, este situată la o distanță de 34,9 de ori mai mare ca raza planetei. Magnetopauza, unde presiunea magnetosferei contrabalansează vântul solar, se află la o distanță de 23-26,5 de ori mai mare ca raza lui Neptun. Coada magnetosferei se întinde pe o distanță de cel puțin 72 de ori mai mare decât raza lui Neptun, și, foarte probabil, chiar mult mai departe.

### Inele planetare

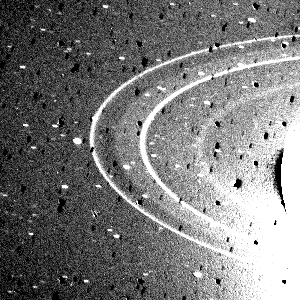
Inelele lui Neptun (imagine transmisă de Voyager 2)

Neptun are un sistem de inele planetare, deși sunt mult mai mici decât inelele lui Saturn. Inelele conțin particule de gheață acoperite cu silicați sau cu substanțe pe bază de carbon, care le oferă o culoare roșiatică. Cele trei inele principale sunt Inelul Adams, la 63.000 km de la centrul lui Neptun, Inelul Le Verrier, la 53.000 km, și cel mai larg, slab conturatul Inel Galle, la 42.000 km.. Inelul Le Verrier deține și o extensie numită Lassell. Aceasta se leagă de capătul exterior al inelului Arago la aproximativ 57000 km.
Primul inel planetar a fost descoperit în 1968 de o echipă condusă de Edward Guinan, dar mai târziu s-a considerat că acesta ar putea fi incomplet. Dovada că inelele ar putea avea lacune a apărut prima dată în timpul unei ocultații stelare din 1984, când inelul a acoperit o stea în imersiune, dar nu în emersiune. Imaginile realizate de Voyager 2 în 1989 au arătat existența mai multor inele subțiri cu o structură masivă, cauza acestei structuri fiind încă neînțeleasă, dar există teorii în care se precizează că fenomenul s-ar putea datora interacțiunii gravitaționale a sateliților mici care orbitează în apropiere.
Inelul cel mai exterior, Adams, conține cinci arce numite Courage, Liberté, Egalité 1, Egalité 2 și Fraternité (Curaj, Libertate, Egalitate și Fraternitate). Existența acestora a fost greu de explicat deoarece legile de mișcare prezic că arcele ar trebui să se împrăștie într-un inel uniform în durate scurte de timp. Astronomii consideră că arcele sunt menținute în forma actuală datorită efectelor gravitaționale create de satelitul Galateea, un satelit din interiorul inelului.
Observațiile de pe Pământ ale lui Neptun din 2005 au evidențiat faptul că inelele sunt mult mai instabile. Imaginile făcute la Observatorul W. M. Keck din 2002 și 2003 indică o descompunere considerabilă a inelelor comparativ cu imaginile făcute de Voyager 2. În particular se pare că arcul Liberté ar putea dispărea în mai puțin de un secol.

## Climatul
Una dintre diferențele dintre Uranus și Neptun este și activitatea meteorologică. Când nava spațială Voyager 2 a survolat planeta Uranus în 1986, aceasta era destul de calmă vizual. Dimpotrivă, Neptun prezenta fenomene meteorologice notabile în timpul survolării sale din 1989 de către Voyager 2.

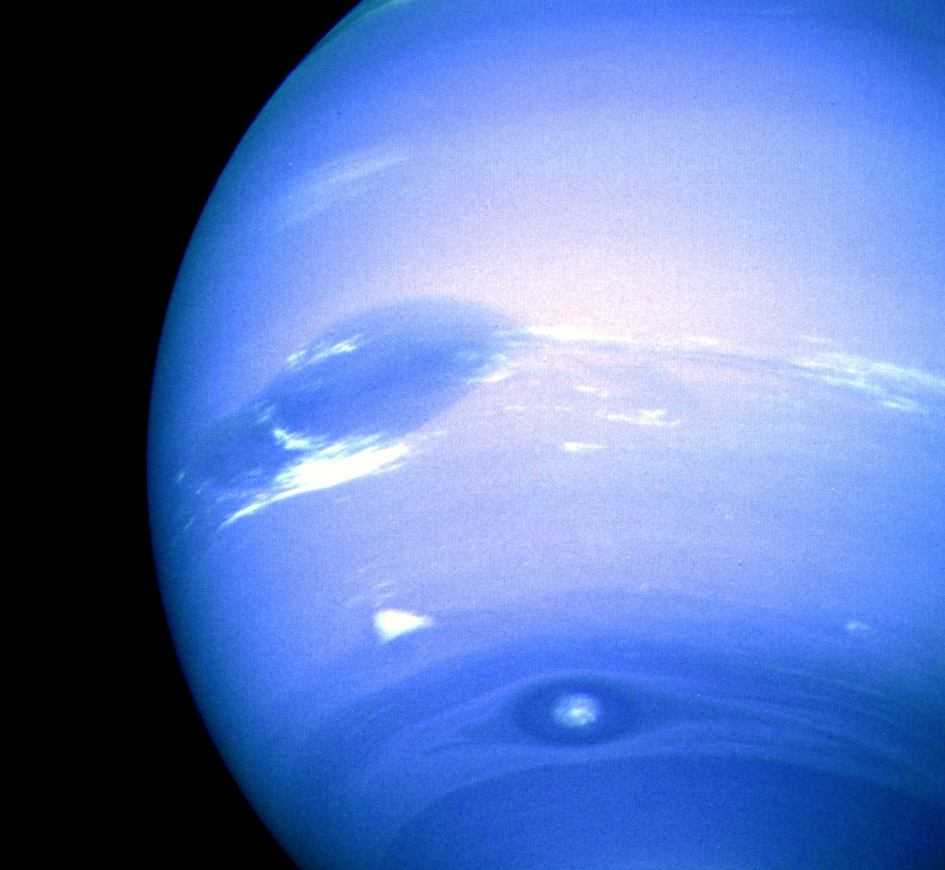
Marea Pată Întunecată (sus), Scooter (norul alb din mijloc), și Mica Pată Întunecată (jos), cu un contrast exagerat.

Vremea de pe Neptun este caracterizată prin sisteme de furtuni extrem de dinamice, cu vânturi ale căror viteze ating aproape 600 m/s — în preajma fluxului supersonic. Urmărind mișcările norilor persistenți, s-a arătat că viteza vântului variază de la 20 m/s când vântul are direcția spre est, până la 325 m/s când se mișcă spre vest. În partea superioară a norilor, viteza vânturilor variază între 400 m/s de-a lungul ecuatorului și 250 m/s la poli. Cele mai multe dintre vânturile de pe Neptun se mișcă într-o direcție opusă celei de rotație a planetei. Modelul general al vânturilor a arătat o rotație progradă la latitudini mari, contra unei rotații retrograde la latitudini mai joase. Diferența direcției fluxului este considerată a fi un "efect de suprafață", care nu se datorează vreunui alt proces atmosferic de profunzime. La 70° latitudine sudică, un jet de viteză ridicată se deplasează cu o viteză de 300 m/s.
Abundența metanului, etanului și acetilenei la ecuatorul lui Neptun este de 10-100 de ori mai mare decât la poli. Acest lucru este interpretat ca o dovadă pentru existența curenților ascendenți la ecuator și a curenților descendenți în apropiere de poli.
În 2007 s-a descoperit că stratul superior al troposferei lui Neptun de la polul sud este cu 10 °C mai cald decât restul planetei, unde temperatura medie este de −200 °C (70 K). Diferența de temperatură de la acest pol este suficientă pentru a permite metanului, care se află înghețat în celelalte părți ale atmosferei superioare a lui Neptun, să se scurgă sub formă de gaz în spațiu. Acest „punct cald” relativ se datorează înclinării axei de rotație a lui Neptun, care a expus polul sud spre Soare de-a lungul ultimului sfert al anului de pe Neptun, sau aproximativ 40 de ani pământești. Deoarece Neptun se deplasează încet spre partea opusă a Soarelui, polul sud se întunecă în timp ce polul nord se iluminează, ceea ce determină ca eliberarea metanului să treacă spre polul nord.
Din cauza schimbărilor sezoniere, s-a observat că în emisfera sudică a planetei benzile de nori cresc în dimensiuni și albedo. Această tendință a fost remarcată pentru prima dată în 1980 și se așteaptă să dureze aproximativ pâna în 2020. Rezultatul perioadei orbitale lungi a lui Neptun este că durata anotimpurilor este de aproximativ patruzeci de ani.

### Furtuni

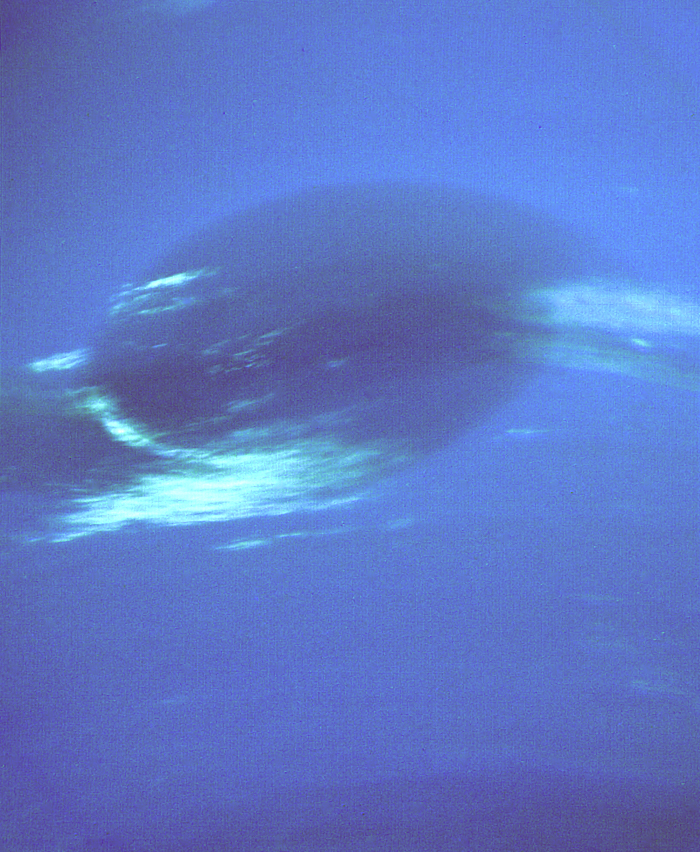
Marea Pată Întunecată, imagine realizată de Voyager 2

În 1989, Marea Pată Întunecată, un sistem de furtuni anti-ciclonic ce se întinde pe 13000×6600 km, a fost descoperită de sonda spațială NASA Voyager 2. Furtuna semăna cu Marea Pată Roșie a lui Jupiter. Peste 5 ani, la 2 noiembrie 1994, Telescopul Spațial Hubble nu a mai observat Marea Pată Întunecată pe suprafața planetei. În schimb, o nouă furtună similară cu Marea Pată Întunecată a fost găsită în emisfera nordică a planetei.
Scooter este o altă furtună, un grup de nori albi situat mai la sud decât Marea Pată Întunecată. Ea a fost numită așa deoarece, atunci când a fost descoperită de către Voyager 2, se deplasa mai repede decât Marea Pată Întunecată. Imagini ulterioare au dezvăluit existența unor nori și mai rapizi. Mica Pată Întunecată este o furtună ciclonică din sudul planetei, a doua ca intensitate dintre furtunile observate de-a lungul tranzitării din anul 1989. Inițial s-a crezut că aceasta era complet neagră, dar când Voyager 2 s-a apropiat de planetă, s-a observat un centru luminos vizibil pe majoritatea imaginilor cu rezoluție înaltă.
Se crede că petele întunecate ale lui Neptun apar în troposferă la altitudini mai joase decât norii mai albi și mai luminoși, astfel încât acestea se prezintă ca găuri în partea superioară a norilor. Deoarece acestea sunt caracteristici stabile, care pot persista timp de câteva luni, se consideră că au structuri de vortex. Adesea asociați cu petele întunecate sunt norii persistenți de metan care se formează la nivelul tropopauzei și care sunt mai luminoși. Persistența acestor nori însoțitori arată că unele foste pete întunecate pot continua să existe ca cicloni, chiar dacă acestea nu mai sunt vizibile ca regiuni întunecate. Petele întunecate se pot disipa atunci când migrează prea aproape de ecuator sau, posibil, printr-un alt mecanism necunoscut.

### Căldura internă

Patru imagini ale planetei Neptun realizate la ore diferite de sistemul „Wide Field Camera 3” al Telescopului Spațial Hubble al agențiilor NASA/ESA.

Se crede că vremea este mult mai variată pe Neptun comparativ cu Uranus, în mare parte din cauza încălzirii interne mai ridicate a celui dintâi. Deși Neptun este situat cu mult mai departe de Soare decât Uranus, primind doar 40% din cantitatea de lumină primită de acesta, temperaturile de la suprafața celor două planete sunt aproape egale. Regiunile superioare ale troposferei lui Neptun ajung la o temperatură scăzută de până la −221,4 °C (51,7 K). La adâncimea la care presiunea atmosferică este echivalentă cu 1 bar (100 kPa), temperatura este de −201,15 °C (72,00 K). Coborând mai adânc în interiorul straturilor de gaz, temperatura crește în mod constant. Ca și în cazul lui Uranus, sursa acestei încălziri este necunoscută: Uranus radiază doar de 1,1 ori mai multă energie decât primește de la Soare, în timp ce Neptun radiază de 2,61 ori mai multă energie decât primește de la Soare. Neptun este cea mai îndepărtată planetă de la Soare, totuși energia sa internă este suficientă pentru a produce cele mai rapide vânturi planetare observate în Sistemul Solar. Au fost sugerate câteva teorii, printre care se numără și încălzirea radiogenică a nucleului, conversia la presiuni înalte a metanului în hidrogen, diamant și hidrocarburi mai lungi (hidrogenul se ridică și diamantul se scufundă, eliberând energie potențială gravitațională) și o convecție în stratul de jos al atmosferei care ar cauza unde gravitaționale ce se sparg deasupra tropopauzei.

## Orbita și rotația

Neptun (arcul roșu) face o revoluție completă în jurul Soarelui (centru) o dată la fiecare 164,79 revoluții ale Pământului. Obiectul albastru este Uranus.

Distanța medie dintre Neptun și Soare este de 4,50 miliarde km (aproximativ 30,1 UA), iar revoluția sa completă în jurul Soarelui durează 164,79 ani (± 0,1 ani) tereștri.
La data de 11 iulie 2011, Neptun și-a încheiat prima revoluție bariocentrică completă de după descoperirea lui din 1846, deși nu s-a aflat în exact aceeași poziție pe cerul nostru ca și la data descoperirii lui, deoarece Pamântul se afla într-o poziție diferită pe orbita sa anuală de 365,25 de zile. Din cauza mișcării Soarelui în raport cu centrul de greutate al Sistemului Solar, la 11 iulie 2011, Neptun nu s-a aflat nici în aceeași poziție față de Soare, în care a fost descoperit inițial; dacă se folosește sistemul de coordonatele heliocentrice obișnuite, longitudinea la care a fost descoperit a fost atinsă la 12 iulie 2011.
Orbita eliptică a lui Neptun este înclinată la 1,77° în raport cu orbita Pământului. Deoarece are o excentricitate de 0,011, distanța dintre Neptun și Soare variază cu 101 milioane de km între periheliu și afeliu, cel mai apropiat și respectiv cel mai îndepărtat punct față de Soare, de-a lungul orbitei sale.
Înclinarea axei de rotație a lui Neptun este de 28,32°, similară cu cea a Pământului (23°) și cea a lui Marte (25°). Datorită acestui fapt, pe planetă  are loc schimbarea anotimpurilor. Perioada de revoluție foarte mare implică faptul că un anotimp pe Neptun durează aproximativ 40 de ani pământești.. Perioada sa de rotație siderală (zi) este de aproximativ 16,11 ore. Înclinarea axei sale de rotație fiind comparabilă cu cea a Pământului, variața în lungime a unei zile de pe Neptun, de-a lungul unui an, nu este deosebit de pronunțată.
Deoarece Neptun nu este un corp solid, atmosfera sa este supusă rotației diferențiale. Zona ecuatorială a planetei face o rotație completă în aproximativ 18 ore, aceasta fiind mai înceată decât rotația completă a câmpului magnetic, de 16,1 ore. Dimpotrivă, regiunile polare prezintă o situație contrară, perioada lor de rotație fiind de 12 ore. Rotațiile diferențiate de pe Neptun sunt cele mai pronunțate, comparativ cu alte planete din Sistemul Solar, fapt care determină existența unui vânt de forfecare latitudinal foarte puternic.

### Rezonanțe orbitale

O diagramă care arată rezonanțele orbitale majore din centura Kuiper cauzate de Neptun: în regiunile evidențiate orbitează obiectele cu rezonanța de 2:3 (plutinos), obiectele „clasice”, nonrezonante, din centura Kuiper (cubewanos) și obiectele cu rezonanța de 1:2 (twotinos).

Orbita lui Neptun are un impact profund asupra regiunii de dincolo de el, cunoscută sub numele de centura Kuiper. Centura Kuiper este un inel populat cu corpuri mici și reci, fiind similar cu centura de asteroizi, dar cu mult mai mare, întinzându-se dincolo de orbita lui Neptun, de la 30 UA până la aproximativ 55 UA de la Soare. Precum gravitația lui Jupiter domină centura de asteroizi, modelând structura sa, astfel și forța de gravitație a lui Neptun domină centura Kuiper. De-a lungul evoluției sistemului solar, anumite regiuni ale centurii Kuiper au fost destabilizate de gravitația lui Neptun, ceea ce a condus la apariția unor goluri în structura centurii Kuiper. Un exemplu poate fi regiunea dintre 40 și 42 UA.
Între aceste regiuni goale există orbite unde obiectele pot supraviețui un timp egal cu vârsta sistemului solar. Aceste orbite prezintă fenomene de rezonanță orbitală cu planeta Neptun atunci când perioada orbitală a lui Neptun este o fracțiune exactă din cea a obiectului, cum ar fi 1:2, sau 3:4. În cazul în care un obiect orbitează în jurul Soarelui o dată la fiecare două orbitări ale lui Neptun, acest obiect va parcurge doar o jumătate din orbită în timp Neptun revine la poziția sa inițială. Grupul cel mai numeros de obiecte rezonante din centura Kuiper, cu peste 200 de obiecte cunoscute, prezintă o rezonanță de 2:3. Aceste obiecte orbitează de două în jurul Soarelui pentru fiecare trei orbitări ale lui Neptun și sunt cunoscute ca obiecte de tip plutino (plutinoizi), deoarece cel mai mare obiect cunoscut din centura Kuiper, Pluto, se află printre ele. Deși Pluto traversează orbita lui Neptun în mod regulat, rezonanța de 2:3 garantează că cele două obiecte nu se pot ciocni. În raporturile de rezonanță 3:4, 3:5, 4:7 și 2:5 se întâlnesc puține obiecte.
Neptun are un număr de troieni care ocupă punctul Lagrange L4 Soare-Neptun — o regiune stabilă gravitațional care îl precede pe orbita sa. Troienii lui Neptun pot fi considerați ca fiind într-o rezonanță de 1:1 cu Neptun. Unii troieni ai lui Neptun sunt deosebit de stabili în orbitele lor și este mult mai probabil ca aceștia să se fi format alături de Neptun, decât să fi fost capturați. Primul și singurul obiect identificat până acum ca fiind asociat cu Neptun în punctul Lagrange L5 este 2008 LC18. Neptun are de asemenea un quasi-satellit temporar, (309239) 2007 RW10. Obiectul a fost un quasi-satelit al lui Neptun în ultimii aproximativ 12.500 ani și va rămâne în această stare dinamică pentru încă 12.500 de ani. Caracteristicile lui sunt asemănătoare cu ale unui obiect capturat.

## Formare și migrare

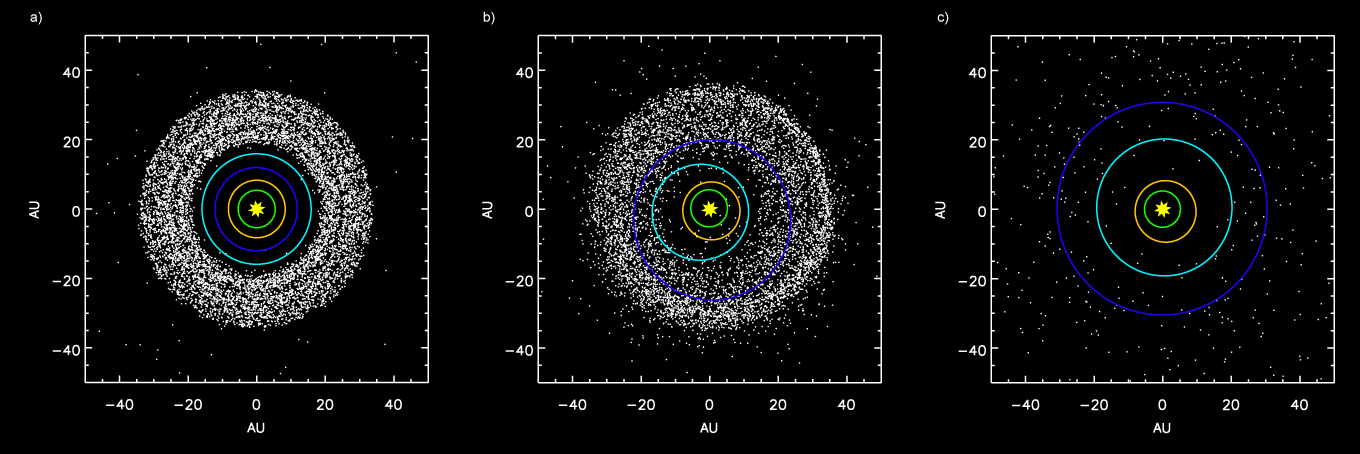
Simulare conformă modelului de la Nisa, reprezentând planetele exterioare și Centura Kuiper: a) înainte ca Jupiter și Saturn să fi atins rezonanța de 2:1; b) după împrăștierea obiectelor din interiorul Centurii Kuiper, ca urmare a deplasării orbitei planetei Neptun; c) după expulzarea obiectelor împrăștiate din Centura Kuiper de către Jupiter

Formarea giganților de gheață Neptun și Uranus este destul de dificil de modelat cu precizie. Modelele actuale sugerează că densitatea masei în regiunile de limită ale sistemului solar era prea mică pentru a permite formarea unor corpuri atât de mari prin metoda tradițional acceptată a acreției nucleului, fiind propuse diverse alte ipoteze pentru a explica apariția lor. Una dintre ele presupune că giganții de gheață nu s-au format prin acreția nucleului, ci din instabilitățile apărute în cadrul discului protoplanetar inițial, atmosfera lor fiind spulberată ulterior de radiația unei stele OB din apropiere.
O teorie alternativă presupune că ei s-au format de fapt în apropierea Soarelui, unde densitatea materiei era mai mare, și apoi au migrat spre locul unde se află acum orbitele lor actuale, după eliminarea discului protoplanetar gazos. Această ipoteză a migrației după formare este favorizată în prezent, datorită capacității sale de a explica mai bine apariția obiectelor mici, observate în regiunea transneptuniană. Teoria care la momentul actual este cel mai larg acceptată, explicând detaliile acestei ipoteze, este cunoscută sub numele de modelul de la Nisa și studiază efectul migrării lui Neptun și a celorlalte planete gigante asupra structurii centurii Kuiper.

## Sateliți

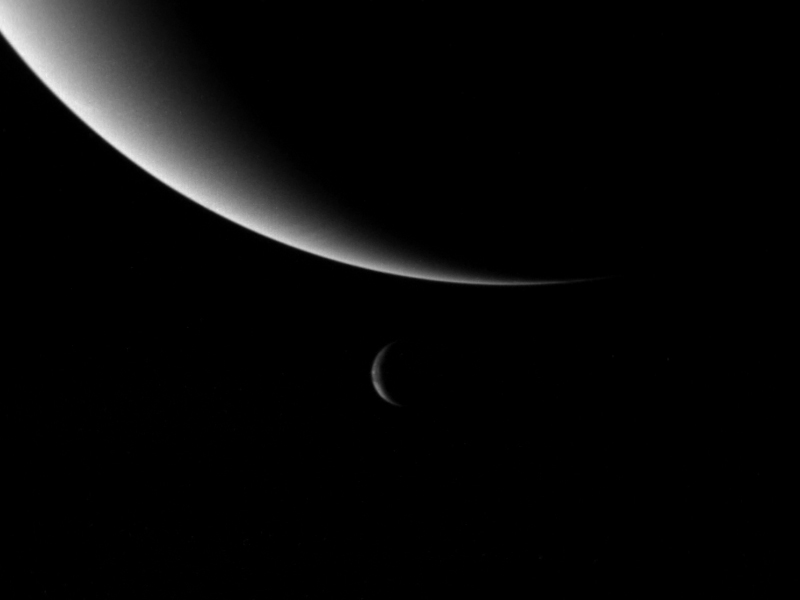
Neptun (sus) și Triton (jos)

Planeta Neptun are 14 sateliți naturali cunoscuți. Cel mai mare satelit este Triton, cuprinzând peste 99,5% din masa totală care gravitează în jurul lui Neptun și este unicul suficient de masiv ca să capete o formă sferoidală. A fost descoperit de către William Lassell la doar 17 zile după descoperirea planetei Neptun. Spre deosebire de toți ceilalți sateliți din Sistemul solar, Triton are o orbită retrogradă, ceea ce indică faptul că mai degrabă a fost capturat decât s-a format împreună cu Neptun; probabil că inițial a fost o planetă pitică din centura Kuiper. Este destul de aproape de Neptun pentru a avea o rotație sincronă iar traiectoria sa are forma unei spirale lente spre interior din cauza accelerației mareelor. Acesta va fi dezintegrat în cele din urmă, peste circa 3,6 miliarde de ani, atunci când va atinge limita Roche. În 1989, Triton era cel mai rece dintre obiectele din Sistemul solar a căror temperatură fusese măsurată până la acea dată, având o temperatură de aproximativ −235 °C (38 K).
Al doilea satelit al lui Neptun, în ordinea descoperirii, este satelitul neregulat Nereida, care are una dintre cele mai excentrice orbite comparativ cu orbitele tuturor celorlalți sateliți cunoscuți din Sistemul solar. Excentricitatea de 0,7512 face ca distanța față de Neptun să fie de șapte ori mai mare la apocentru decât la pericentru.
Între iulie și septembrie 1989, sonda spațială Voyager 2 a descoperit 6 sateliți noi ai planetei Neptun. Dintre aceștia, satelitul cu formă neregulată Proteus este notabil prin faptul că are dimensiunea maximă pe care o poate avea un corp de densitatea acestuia, fără a căpăta o formă sferică sub efectul propriei forțe de gravitație. Deși el este al doilea satelit ca mărime al lui Neptun, masa lui este numai 0,25% din masa lui Triton. Cei patru sateliți interiori ai lui Neptun — Naiada, Thalassa, Despina și Galatea — orbitează suficient de aproape pentru a fi în interiorul inelelor lui Neptun. Următorul satelit (ca dinstanță față de Neptun), Larissa, a fost descoperit în 1981, când a ocultat o stea. Această ocultație a fost atribuită inițial arcelor inelelor, dar când Voyager 2 a făcut observații asupra lui Neptun, în 1989, s-a constatat că ea a fost cauzată de satelit. Alți 5 sateliți neregulați ai lui Neptun au fost descoperiți între 2002 și 2003, descoperirea lor fiind publicată în 2004. Deoarece Neptun a fost zeul roman al mării, sateliții lui au fost denumiți de asemenea după divinități marine mai puțin cunoscute.

## Observare
Planeta Neptun nu este vizibilă cu ochiul liber, având o luminozitate situată între magnitudinile de +7,7 și +8, care poate fi depășită de sateliții galileeni ai lui Jupiter, planeta pitică Ceres și asteroizii 4 Vesta, 2 Pallas, 7 Iris, 3 Juno și 6 Hebe. Printr-un telescop sau binoclu puternic, Neptun poate fi observat ca un mic disc albastru, aspectul fiind similar cu cel al lui Uranus.
Din cauza distanței mari dintre Neptun și Pământ, diametru unghiular al planetei variază numai între 2,2 și 2,4 secunde de arc, fiind cel mai mic printre planetele sistemului solar. Dimensiunile aparente reduse au constituit o provocare pentru studierea sa vizuală. Datele furnizate de telescoape au fost destul de limitate până la apariția Telescopului Spațial Hubble și a telescoapelor terestre mai mari, cu sisteme optice adaptive.
Privit de pe Pământ, Neptun efectuează o mișcare retrogradă aparentă la fiecare 376 de zile, având ca rezultat deplasarea în buclă în raport cu stelele din fundal cu ocazia fiecărei opoziții. Aceste bucle l-au condus în apropiere de coordonatele descoperirii lui din 1846, în aprilie și iulie 2010 și din nou în octombrie și noiembrie 2011.
Observarea lui Neptun în banda de frecvență radio arată că planeta este atât o sursă de emisie continuă, cât și de explozii neregulate. Se crede că ambele surse provin din câmpul magnetic rotativ al planetei. În spectrul infraroșu, furtunile de pe Neptun apar mai luminoase în raport cu fundalul rece, permițând urmărirea mai ușoară a dimensiunii și formei acestor caracteristici.

## Explorare

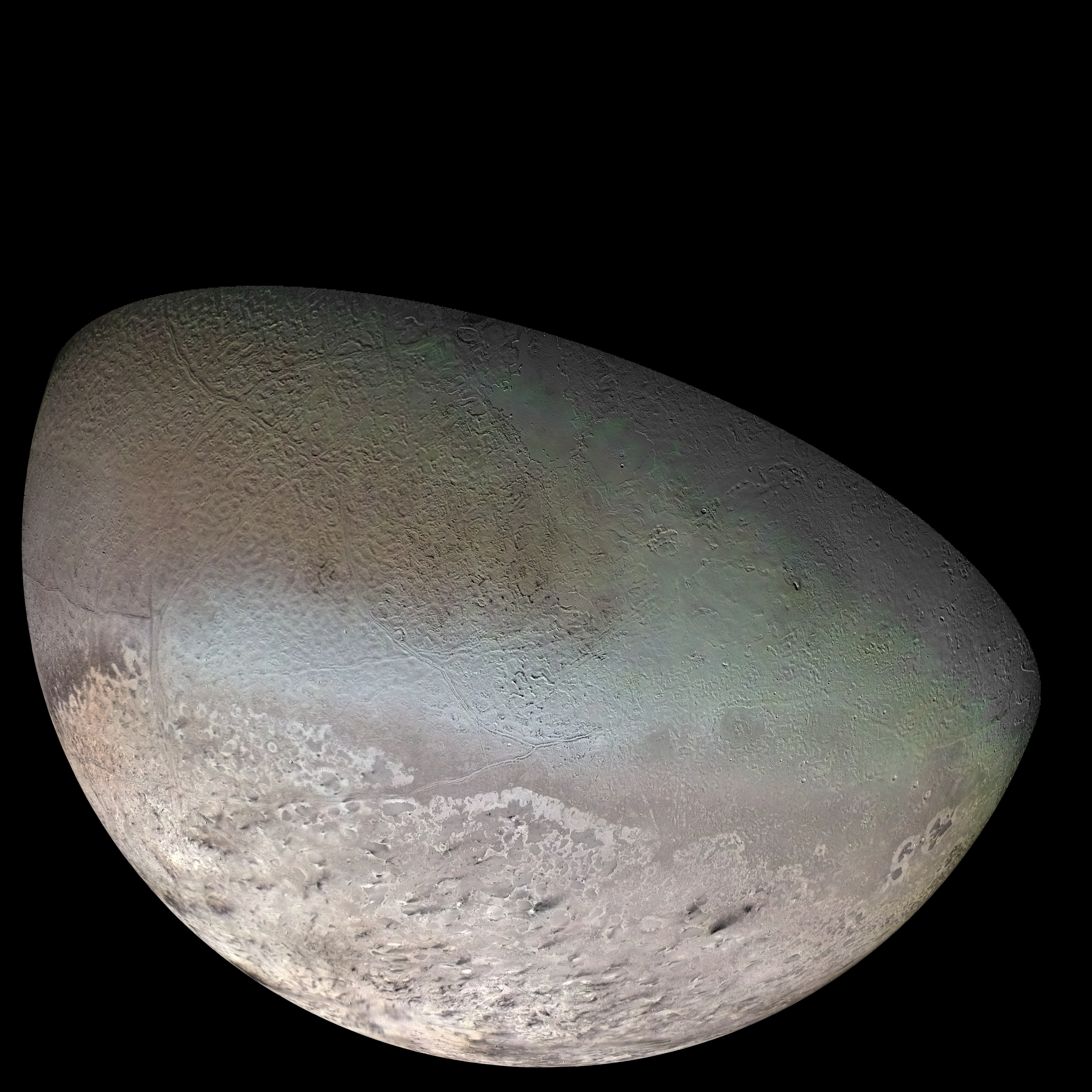
Imagine-mozaic a lui Triton realizată de Voyager 2

Voyager 2 s-a aflat cel mai aproape de Neptun la 25 august 1989. Deoarece aceasta a fost ultima planetă mare pe care nava spațială a putut-o vizita, s-a decis ca aceasta să efectueze un zbor în apropierea satelitului planetei, Triton, indiferent de consecințele asupra traiectoriei, în mod similar cu ceea ce a făcut și Voyager 1, când s-a aflat lângă Saturn, trecând prin apropierea lui Titan. Imaginile transmise înapoi pe Pamânt de Voyager 2 au devenit subiectul de bază al unui program din 1989 al canalului american de televiziune PBS pe parcursul întregii nopți, Neptune All Night.
În timpul când se afla în apropierea planetei Neptun, pentru ca semnalele să ajungă pe Pământ de la nava spațială erau necesare 246 minute. Prin urmare, misiunea Voyager 2 s-a bazat, în cea mai mare parte, pe comenzi pre-încărcate pentru întâlnirea cu Neptun. Nava spațială a efectuat un survol prin apropierea satelitului Nereida înainte să ajungă la 4400 de km de atmosfera lui Neptun, la 25 august, iar mai târziu a trecut prin apropierea celui mai mare satelit a planetei, Triton, în aceeași zi.
Nava spațială a verificat existența unui câmp magnetic în jurul planetei și a descoperit că acest câmp este decalat față de centru și înclinat într-un mod similar cu câmpul din jurul lui Uranus. Problema perioadei de rotație a planetei a fost clarificată prin măsurători ale emisiilor radio. Voyager 2 a arătat de asemenea că Neptun avea un sistem meteorologic surprinzător de activ. Au fost descoperiți șase sateliți noi și s-a confirmat că planeta are mai mult de un inel.
În 2003, a existat o propunere către „Vision Missions Studies” de la NASA de a implimenta o misiune „Neptune Orbiter cu Sonde”, asemănătoare misiunii Cassini–Huygens, fără energie electrică sau propulsie pe bază de fisiune. Munca se desfășoară în colaborare cu JPL și Institutul de Tehnologie din California (Caltech).